# Casa-fàbrica Gònima
La casa-fàbrica Gònima, coneguda popularment com Ca l'Erasme, era un conjunt d'edificis dedicat a habitatges i a la fabricació de teixits estampats o indianes, del qual sobresurt la casa-palau del propietari, situada al carrer del Carme, 106 del barri del Raval de Barcelona i catalogada com a bé cultural d'interès local.

## Història
El 1778, el fabricant de cotonades Jaume Jordà i la seva esposa Magdalena Llampart van cedir la seva casa-fàbrica dels carrers de la Riera d'en Prim Alta i del Carme a Anton Morera i Manuel Ortells, representants dels seus creditors, i el 1783, aquests la vengueren al comerciant Erasme de Gònima i Passarell (1746-1821), que tot seguit, va demanar permís per a reedificar-la. El 1784, va adquirir en emfiteusi a Agustina Rojo de Castro un hort entre els carrers del Carme i de la Riera Alta, i l'any següent, va sol·licitar permís per a construir una fàbrica de planta baixa i un pis en aquest darrer, amb una façana decorada amb esgrafiats.
El 1788, Gònima adquirí una casa al carrer del Carme per agnició de bona fe d'Antoni Monjo de la venda que li havia fet Eulàlia Canti, vídua del pagès i revenedor Pere Casas. També adquirí dues més a l'arquitecte Francesc Bosch, la segona de les quals com a tutor de la seva neta Francesca Serra i Bosch, filla del mestre de cases Pere Serra, i demanà novament permís per a edificar-ne el cos més proper a la plaça del Pedró. L'obra s'atribueix a les mans de Josep Mas i Dordal, autor del Palau Moja a la Rambla.
El 1792, va demanar permís per a ampliar les «quadres» al llarg del carrer de la Riera Alta, cedint terreny a la via pública. A finals del segle xviii, la fàbrica de Gònima ocupava entre 700 i 1.500 persones (entre els quals hi havia uns 50 nens), una xifra impressionant per a l'època.
El 1786, Pelegrí de Bastero i de Miquel va presentar el projecte d'una colònia d'uns 90 habitatges entre els carrers del Peu de la Creu i de la Riera Alta, just davant de la fàbrica de Gònima, que no s'arribà a construir. El 1799, aquest darrer va adquirir en emfiteusi a Baltasar de Bacardí i Tomba un hort a tocar del carrer d'en Ferlandina, i l'any següent va presentar el projecte d'un bloc d'habitatges obrers de planta baixa, entresol i tres pisos amb 12 escales, obra del mestre de cases Miquel Bosch, que poc abans s'havia encarregat de la Fonda de les Quatre Nacions a La Rambla per al mateix Bacardí. Finalment, aquests es van construir (tot i que a una escala més modesta) el 1794 al carrer del Carme, 114, ampliats el 1829 al núm. 116 pel seu net Erasme de Janer i de Gònima, segons el projecte del mestre de cases Narcís Bosch i Espinós.
El 1800, Gònima va declarar que havia adquirit l'antic magatzem de palla del Rei i demanà permís per a enderrocar-lo i construir-hi un nou edifici de planta baixa i tres pisos (núm. 104, actualment desaparegut). El 1821, Erasme de Janer va demanar permís per a reformar la façana del palau, segons el projecte del mateix Bosch. El 1847 fou novament reformat per l'arquitecte Joan Soler i Mestres, i el 1865 pel mestre d'obres Francesc Batlle i Felip, que va remuntar un tercer pis a la crugia posterior.
A partir de mitjan segle xix, la fàbrica va ser llogada a diferents industrials, i afectada pels bombardeigs de la Guerra Civil, fou enderrocada posteriorment.

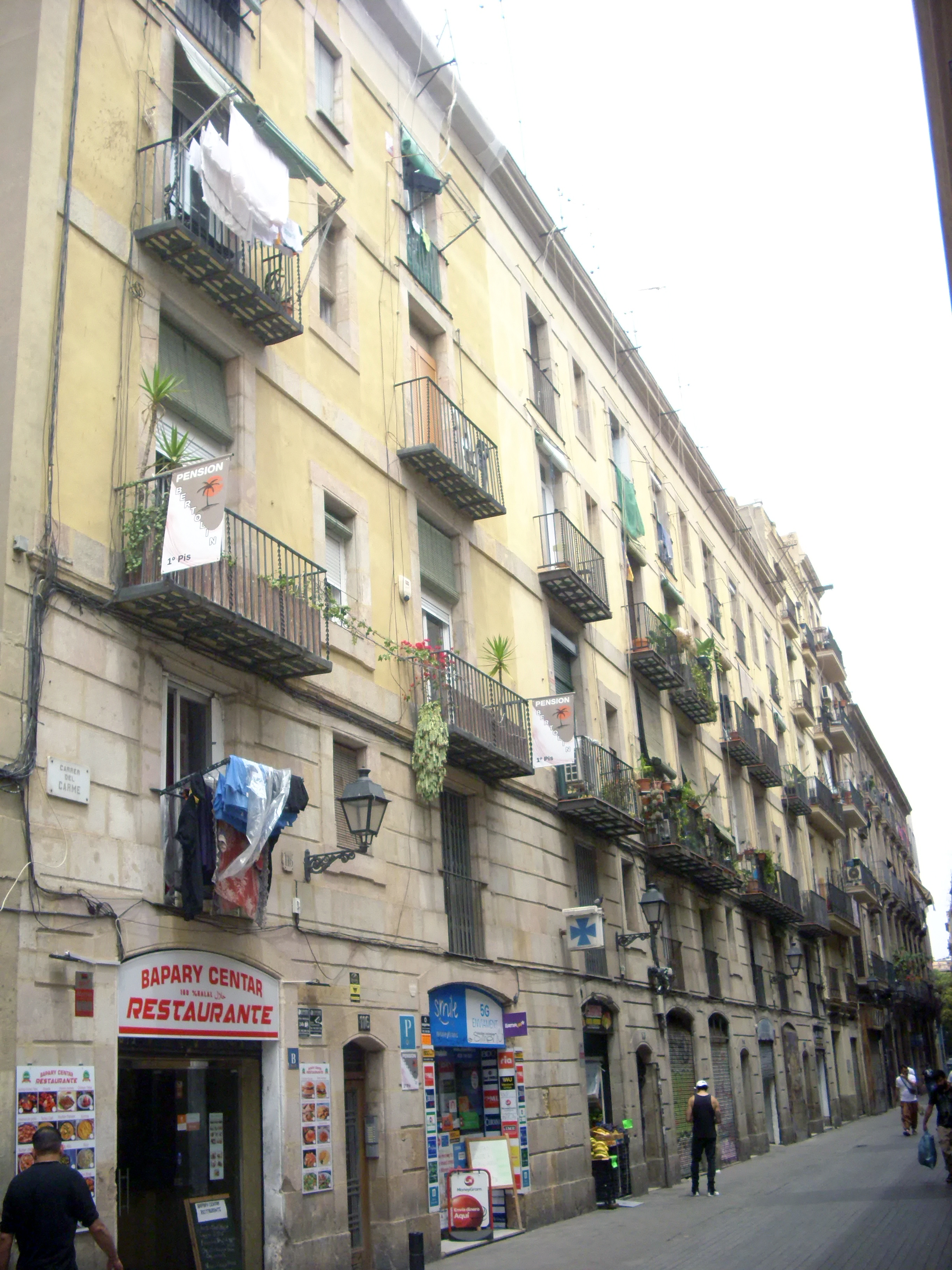
Blocs d'habitatges obrers al carrer del Carme, 114 i 116

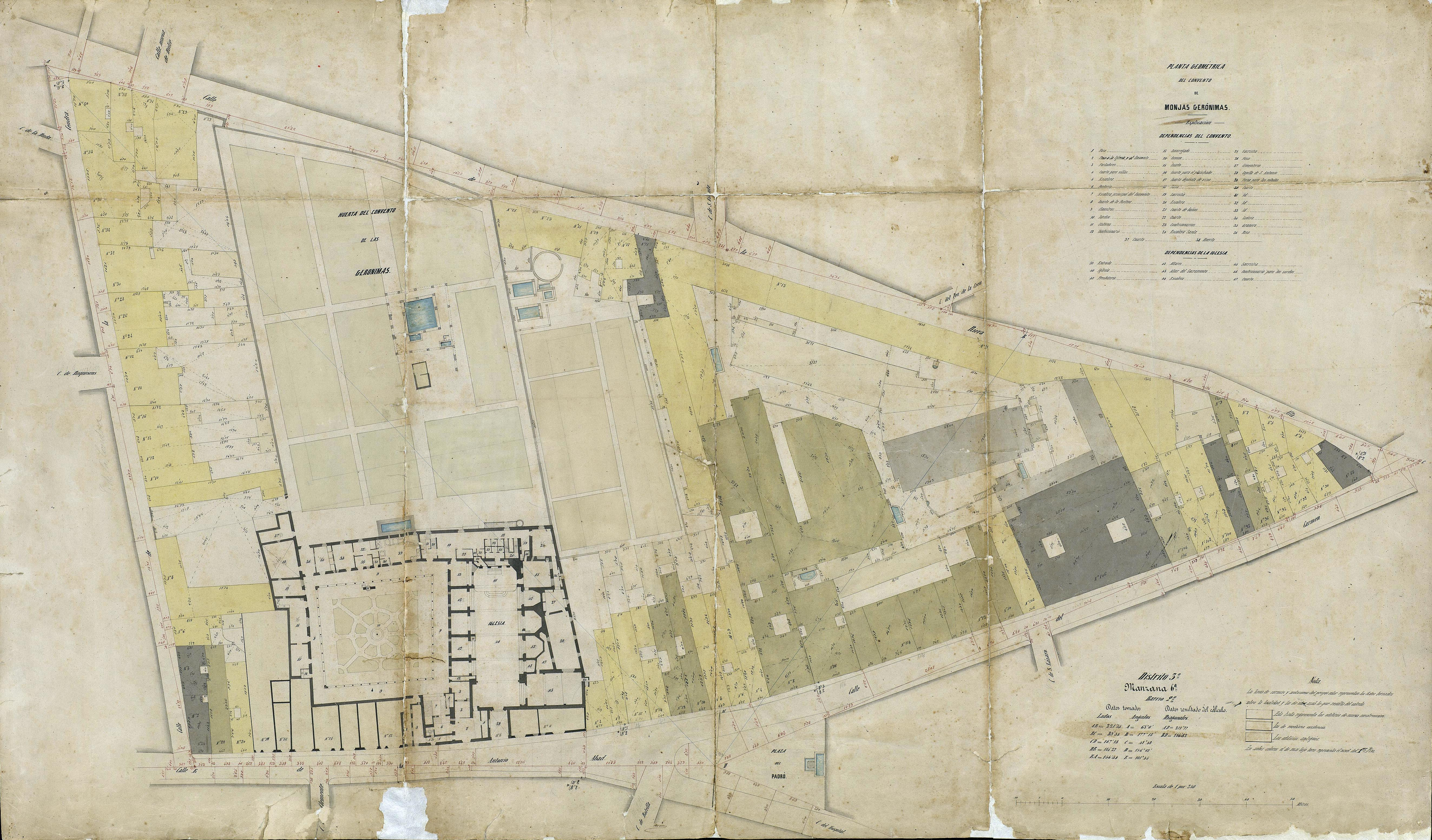
Quarteró núm. 51 de Garriga i Roca (c. 1860)

## Descripció
La Casa Erasme de Gònima consta en realitat de dos cossos juxtaposats de planta baixa i tres pisos, cadascú amb escala de veïns i pati central propis, corresponents a dues fases constructives diferents. Les obertures de la façana (balcons amb llosana de pedra i barana de ferro forjat) es diposen simètricament en eixos verticals. Els trams cecs del parament estan absents de decoració, i únicament les ménsules que soporten les llosanes dels balcons tenen petits motius decoratius de inspiració vegetal.
L'interior es va veure completament modificat al compartimentar-lo per a encabir-hi habitatges de lloguer, tot i que es poden veure restes d'enteixinats originals. Així i tot, s'ha conservat la sala, o saló principal, amb important decoració pictòrica: el sostre pla pintat al fresc amb una escena del carro d'Apol·lo, i diversos plafons murals, realitzats al tremp sobre llenç enganxat al mur, on s'hi explica la història de David. Les pintures del sostre han estat atribuïdes a Joseph Flaugier, i els plafons murals a Marià Illa.

## Galeria

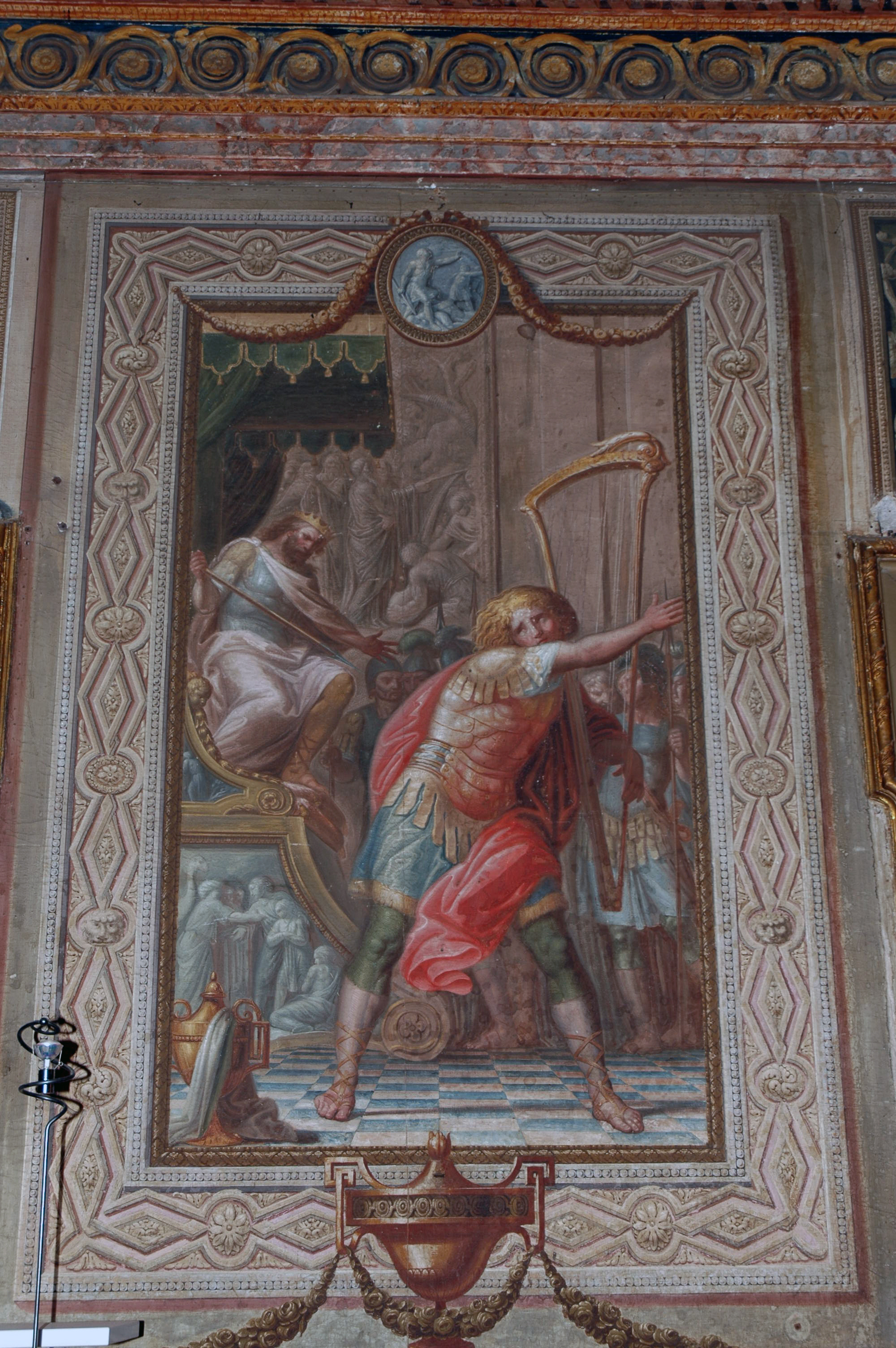
Sala. Plafó mural realitzat al tremp. Representa una escena de la vida de David. L'autor podria ser Marià Illa.
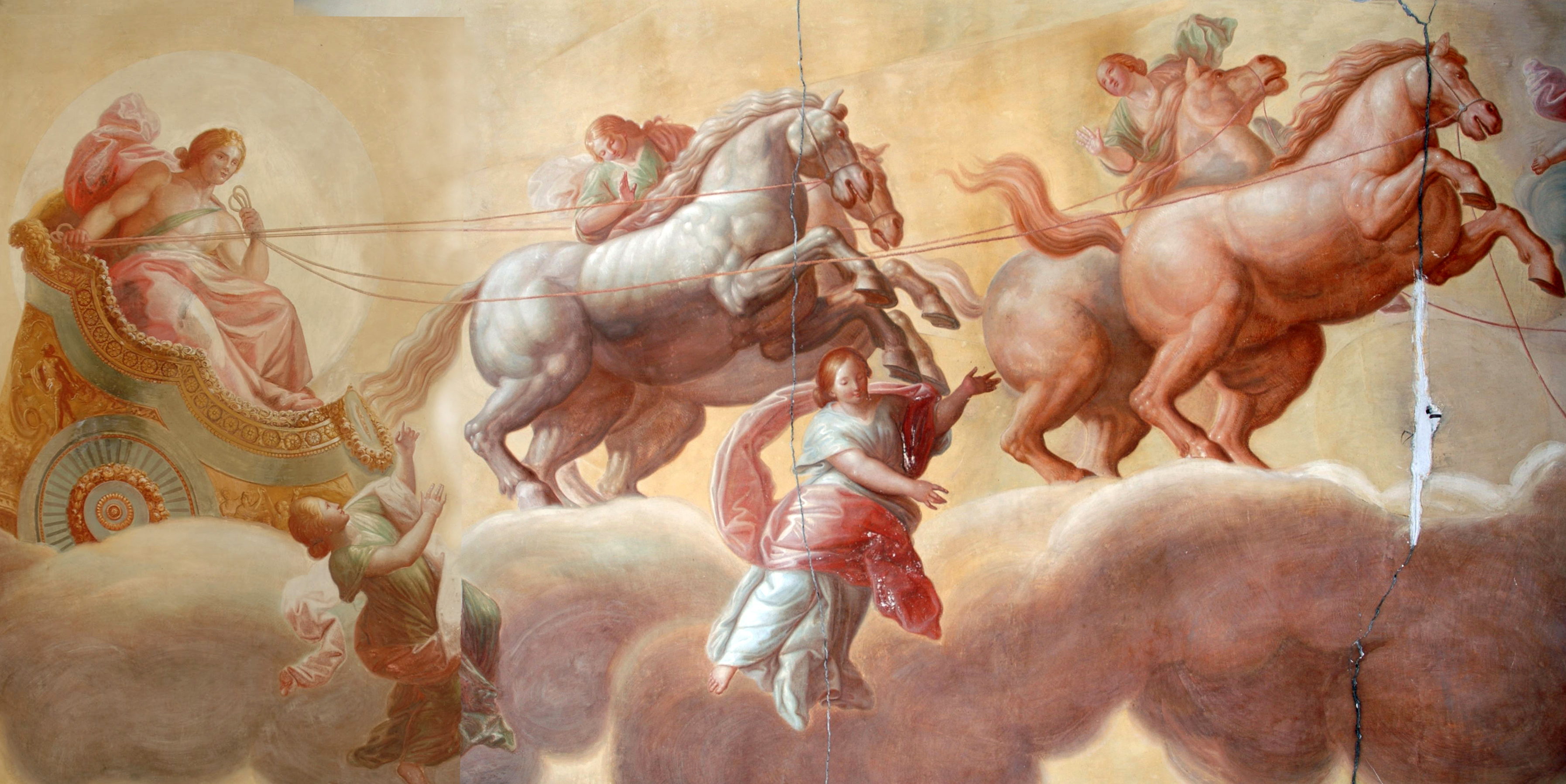
Fragment del fresc del sostre de la sala, atribuït a Joseph Flaugier. L'escena representa el carro d'Apol·lo.
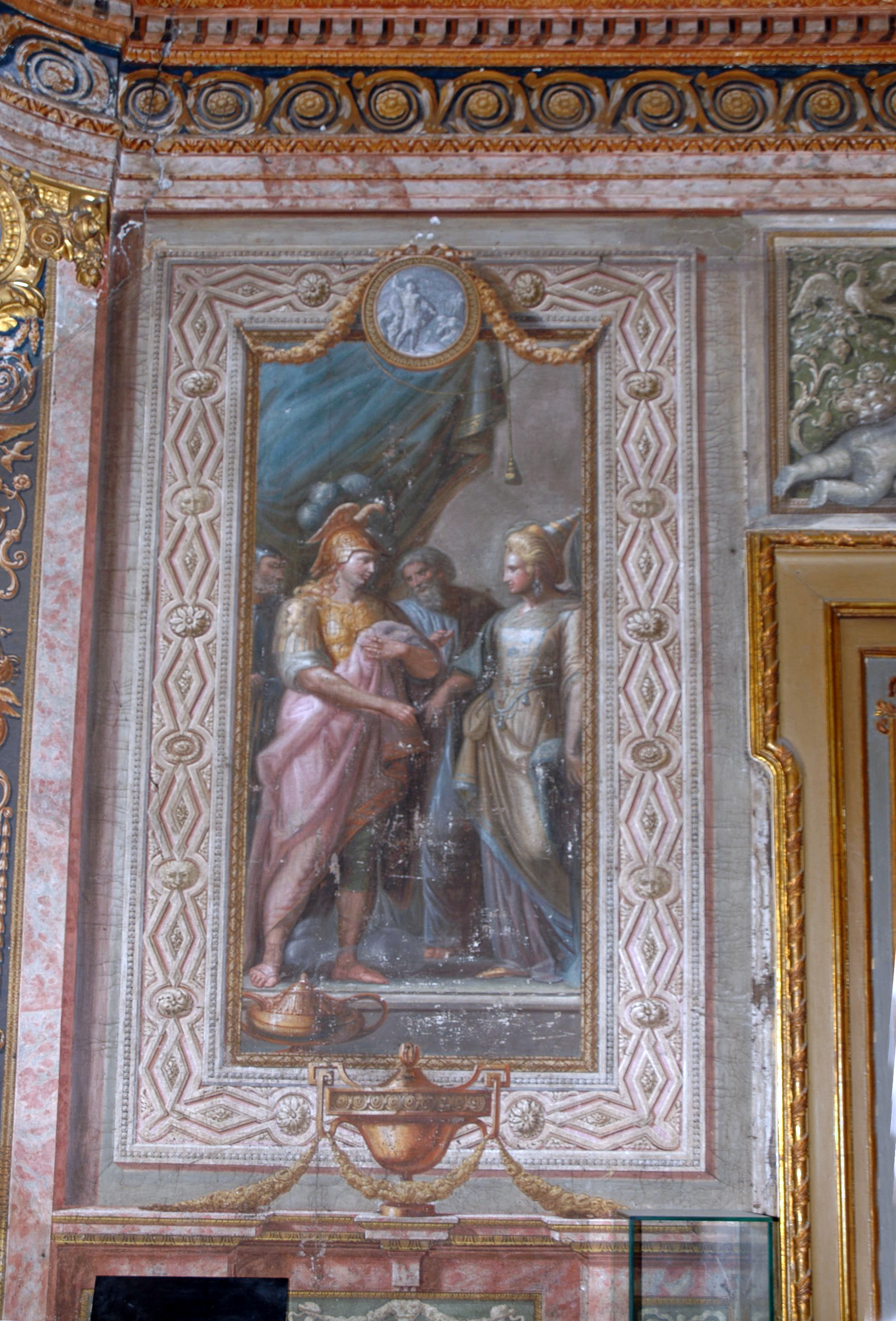
Sala. Plafó mural realitzat al tremp. Representa les esposalles de David i Micol (segons el Llibre de Samuel). L'autor podria ser Marià Illa.